# Centranthus trinervis
Espèce
Statut de conservation UICN

 EN D : En danger
Le Centranthe à trois nervures (Centranthus trinervis) est une espèce de plantes herbacées de la famille des Valérianacées selon la classification classique de Cronquist (1981), de la famille des Caprifoliacées selon l'APG IV.
Elle est endémique de la Corse qui y héberge une sous-population unique de seulement 140 pieds.
Son habitat naturel est de type végétation arbustive méditerranéenne. Elle est actuellement menacée du fait de perturbation écologique.
Centranthus trinervis est considéré par l'UICN comme l'une des 50 espèces les plus menacées de la région méditerranéenne.